# Кинг-Кристиан
Кинг-Кристиан (англ. King Cristian Island) — остров Канадского Арктического архипелага. Относится к Островам Королевы Елизаветы и к группе островов Свердрупа. В настоящее время остров необитаем (2012).

## География

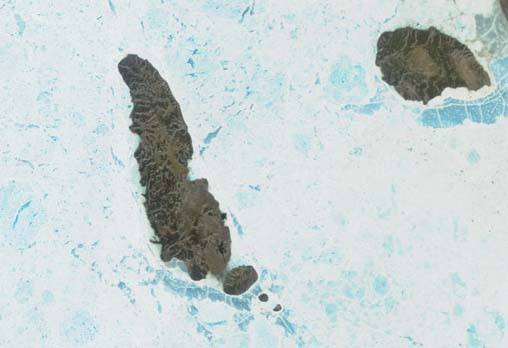
Острова Локхид (слева) и Кинг-Кристиан (справа). Аэрокосмический снимок NASA

Остров расположен в западной части Островов Королевы Елизаветы в 13,5 км от юго-западного побережья острова Эллеф-Рингнес, от которого Кинг-Кристиан отделён проливом Датч. Далее к югу, через пролив Мак-Клин, находится остров Батерст. Помимо острова Эллеф-Рингнес, ближайшим соседом острова Кинг-Кристиан является остров Локид, расположенный в 67 км к юго-западу.
Площадь острова составляет 645 км². Длина береговой линии 116 км. Длина острова составляет 40 км, максимальная ширина — 26 км.
Рельеф острова плавно повышается от широкой береговой полосы к слегка всхолмленной равнине с высотами от 40 до 110 метров во внутренней части острова. Наивысшая точка острова лежит на высоте 165 метров над уровнем моря и носит неофициальное название гора Кинг-Кристиан.

## История
Остров был открыт в 1901 году Отто Свердрупом и от него же получил своё наименование. Впервые исследован в 1916 году Вильялмуром Стефансоном.